# Белинг, Эрнст
Эрнст Людвиг Белинг, с 1912 года фон Белинг (19 июня 1866, Глогау — 18 мая 1932, Мюнхен) — немецкий правовед, специалист в области уголовного права.
Белинг разработал в своём «Учении о преступлении» понятие «состава преступления», составляющего одну из базовых концепций уголовного права в странах континентальной правовой семьи.
Структуру наказуемого деяния по Белингу составляют: (объективный) состав, противоправность, вина и негативный признак отсутствия обстоятельств, исключающих наказуемость деяния. Такую структуру наказуемого деяния в неизменном виде в Германии называют каузальной. Современная немецкая догматика отказалась неё в пользу так называемой финальной структуры преступления по Гансу Вельцелю, которая не видит в умысле и неосторожности форм вины, а рассматривает вину как вынесенный за пределы состава преступления элемент наказуемого деяния, характеризующий личность, тогда как умысел включается в состав преступления в качестве субъективного элемента.